# Darmozjad (album)
Darmozjad – trzeci album jazzowej formacji Graal zawierający muzykę wykorzystaną w filmie Darmozjad polski (1998) Łukasza Wylężałka. Materiał został zarejestrowany w domu Antoniego Gralaka, z wyjątkiem wykonanego przez Mateusza Pospieszalskiego nagrania procesji Bożego Ciała. Autorem wszystkich kompozycji jest Antoni Gralak, z wyjątkiem utworu 10 (Tie Break) i 12 (Wojciech Waglewski). Autorem tekstu w ostatnim utworze jest Artur Witoszek z Teatru Wififi.

## Wykonawcy
- Antoni Gralak – trąbka, tuba, bęben
- Locko Richter – gitara basowa, skrzypce, instrumenty klawiszowe
- Włodzimierz Kiniorski – saksofony
- Arkadiusz Skolik – perkusja
- Janusz Iwański – gitara
- Mateusz Pospieszalski – saksofon, klarnet, klarnet basowy

## Lista utworów
| 1.  | "O dża dżadżamba"    | 5:59  |
|     |                      |       |
| 2.  | "Kulawy odchodzi"    | 3:03  |
|     |                      |       |
| 3.  | "Ostatni spacer"     | 5:19  |
|     |                      |       |
| 4.  | "A kiedy odejdziesz" | 3:03  |
|     |                      |       |
| 5.  | "Bibiango federiko"  | 2:33  |
|     |                      |       |
| 6.  | "Słodka pećka"       | 3:18  |
|     |                      |       |
| 7.  | "Serce darmozjada"   | 1:56  |
|     |                      |       |
| 8.  | "Darmozjad polski"   | 2:31  |
|     |                      |       |
| 9.  | "Serce darmozjada'"  | 1:51  |
|     |                      |       |
| 10. | "Pogrzeb K.C-yka"    | 1:43  |
|     |                      |       |
| 11. | "Słodka pećka'"      | 2:59  |
|     |                      |       |
| 12. | "Latający chłopiec"  | 3:33  |
|     |                      |       |
| 13. | "Inwokacja"          | 1:59  |
|     |                      |       |
|     |                      | 39:47 |
|     |                      |       |
- realizacja dźwięku: Adam Celiński, Antoni Gralak
- mastering: Wojciech Przybylski
- projekt graficzny: Dorota Jabłońska, Antoni Gralak